# ريتشارد أ. هيمان
كان ريتشارد أ. هيمان (بالإنجليزية: Richard A. Heyman)‏ (حوالي عام 1935 - 16 سبتمبر 1994) سياسيا أمريكيًا وكان رئيس بلدية مدينة كي ويست بولاية فلوريدا من عام 1983 إلى عام 1985 ومن عام 1987 إلى عام 1989. كان هيمان رجلا مثلي الجنس علنا وعاش مع شريك حياته جون كيرالي، وهو يعتبر من أوائل المثليين علنا الذين شغلو مناصب عامة في الولايات المتحدة.

## النشأة
ولد ريتشارد أ. هيمان حوالي عام 1935. نشأ في غراند رابيدس بولاية أوهايو. تخرج من جامعة ولاية أوهايو عام 1957.

## الحياة المهنية
بدأ هيمان حياته المهنية كمدرس في غراند رابيدز بولاية أوهايو. وعمل لاحقًا في التوظيف في توليدو، أوهايو. انتقل هيمان في الستينيات إلى كي ويست، فلوريدا حيث شارك في تأسيس «جنجربراد سكوار غاليري» (بالإنجليزية: Gingerbrrad Square Gallery)‏ في عام 1972.
شغل هيمان منصب رئيس بلدية كي ويست بولاية فلوريدا من عام 1983 إلى عام 1985 ومن عام 1987 إلى عام 1989. وكان من أوائل المثليين الذين شغلو مناصب عامة في الولايات المتحدة. أصدرت مدينة كي ويست في فترة شغله للمنصب قرارًا بجعل من غير القانوني لأصحاب العمل طرد الموظفين المصابين بفيروس نقص المناعة البشرية/الإيدز.

## الحياة الشخصية والموت والإرث
كان هيمان رجلا مثلي الجنس علنا وعاش مع شريك عمره جون كيرالي. توفي هيمان بسبب الالتهاب الرئوي المرتبط بالإيدز في 16 سبتمبر 1994 عن عمر يناهز 59 عامًا.
حُفِظَت أوراقه في مكتبة جامعة كورنيل في إيثاكا، نيويورك.
تم تسمية منشأة ريتشارد أ. هيمان للتحكم في التلوث البيئي في كي ويست على شرفه. صدر فيلم وثائقي في عام 2010 من إخراج جون ميكيتوك؟ يتحدث عن الفترة الأولى لعهدة ريتشارد أ. هيمان كرئيس للبلدية بعنوان «الوافد الجديد» (بالإنجليزية: The Newcomer)‏.
ٱنتخبت تيري جونستون في عام 2018 كأول رئيسة بلدية مثلية الجنس لمدينة كي ويست.